# Јалич
Јалич је планина у сјевероисточној Албанији, у област Љума, коју Иван Јастребов помиње под тим именом.
Планина није нижа од Коритника и Паштрика. Види се након дан и по пута из Скадра, управо из Саката, види се и са других страна Тедрине, Мализи, из неких села Подримља. Њен гребен није покривен шумом него је каменит. На врху су сачуване рушевине мале капеле, камо на Светог пророка Илију 20. јула житељи околних села сматрају за свети обичај остао од прадједова да се попењу и изврше намаз, како то раде Тедринци на Успење, пењу се на планину Дроњу, и Сирнићани и Качаничани на планину Љуботен. На овој посљедњој није било знакова постојања молитвеног дома, а на Дроњи има гроб из давнина као на планини Паштрик. Могућа је веза назива планине Јалич са Светим Илијом. Исти обичај пењања на врх планина на неке празнике су сачували и Срби (некада све три вјере) из Бара, који се на празник Свете Тројице пењу на врх Румије.